# Kuopion Palloseura (femminile)
Il Kuopion Palloseura, noto anche come KuPS o KuPS Kuopio, è una squadra di calcio femminile finlandese, sezione dell'omonimo club con sede nella città di Kuopio. Milita nella Kansallinen Liiga, la massima serie del campionato finlandese femminile di calcio, disputando le partite interne alla Savon Sanomat Areena, che ha una capacità di 2 700 spettatori.
La squadra, istituita nel 2018, al suo terzo campionato ha terminato al 3º posto, per poi vincerlo nel 2021 ottenendo di conseguenza l'occasione di rappresentare il club nella stagione di UEFA Women's Champions League 2022-2023.

## Organico

### Rosa 2022
Rosa, ruoli e numeri di maglia come dal sito ufficiale, sito Kansallinen Liiga e sito UEFA, aggiornati al 22 agosto 2022.
| N. |                               | Ruolo | Calciatrice                 |
| -- | ----------------------------- | ----- | --------------------------- |
| 1  | Finlandia (bandiera)          | P     | Vera Varis                  |
| 2  | Finlandia (bandiera)          | D     | Nanne Ruuskanen             |
| 3  | Finlandia (bandiera)          | D     | Anna Nurmi                  |
| 4  | Finlandia (bandiera)          | C     | Oona Siren                  |
| 5  | Finlandia (bandiera)          | C     | Emmi Siren                  |
| 7  | Macedonia del Nord (bandiera) | A     | Gentjana Rochi              |
| 8  | Albania (bandiera)            | A     | Lavdije Begolli             |
| 9  | Stati Uniti (bandiera)        | D     | Gabriella Cuevas (capitano) |
| 10 | Finlandia (bandiera)          | A     | Aino Kröger                 |
| 11 | Finlandia (bandiera)          | A     | Nanna Savolainen            |
| 12 | Finlandia (bandiera)          | P     | Fanny Söderström            |
| 13 | Finlandia (bandiera)          | C     | Anni-Maija Kauppila         |

| N. |                        | Ruolo | Calciatrice        |
| -- | ---------------------- | ----- | ------------------ |
| 14 | Finlandia (bandiera)   | D     | Niitty Hahl        |
| 16 | Finlandia (bandiera)   | A     | Heidi Leppämäki    |
| 17 | Finlandia (bandiera)   | D     | Anni Hartikainen   |
| 19 | Finlandia (bandiera)   | C     | Emma Peuhkurinen   |
| 20 | Stati Uniti (bandiera) | A     | Jada Talley        |
| 21 | Finlandia (bandiera)   | D     | Liina Nora         |
| 22 | Svezia (bandiera)      | D     | Maja Göthberg      |
| 23 | Stati Uniti (bandiera) | D     | Taryn Jakubowski   |
| 24 | Finlandia (bandiera)   | A     | Saga Kaikkonen     |
| 25 | Finlandia (bandiera)   | C     | Anna-Stina Simonen |
| 31 | Finlandia (bandiera)   | P     | Meeri Karjalainen  |

### Rosa 2021
Rosa, ruoli e numeri di maglia come dal sito ufficiale Kansallinen Liiga, aggiornati al 19 ottobre 2021.
| N. |                               | Ruolo | Calciatrice         |
| -- | ----------------------------- | ----- | ------------------- |
| 1  | Finlandia (bandiera)          | P     | Emma Immonen        |
| 2  | Finlandia (bandiera)          | D     | Nanne Ruuskanen     |
| 3  | Finlandia (bandiera)          | D     | Saana Hartikainen   |
| 5  | Stati Uniti (bandiera)        | D     | Allison Pantuso     |
| 7  | Macedonia del Nord (bandiera) | C     | Gentjana Rochi      |
| 8  | Albania (bandiera)            | C     | Lavdije Begolli     |
| 9  | Stati Uniti (bandiera)        | D     | Gabriella Cuevas    |
| 10 | Finlandia (bandiera)          | A     | Aino Kröger         |
| 12 | Finlandia (bandiera)          | P     | Iina Rautiainen     |
| 13 | Finlandia (bandiera)          | C     | Anni-Maija Kauppila |
| 14 | Finlandia (bandiera)          | C     | Elisa Lemettinen    |

| N. |                        | Ruolo | Calciatrice        |
| -- | ---------------------- | ----- | ------------------ |
| 16 | Finlandia (bandiera)   | A     | Heidi Leppämäki    |
| 17 | Finlandia (bandiera)   | A     | Anni Hartikainen   |
| 18 | Finlandia (bandiera)   | C     | Neea Berg          |
| 19 | Finlandia (bandiera)   | C     | Emma Peuhkurinen   |
| 21 | Finlandia (bandiera)   | A     | Aada Törrönen      |
| 22 | Svezia (bandiera)      | D     | Maja Göthberg      |
| 23 | Stati Uniti (bandiera) | D     | Taryn Jakubowski   |
| 24 | Finlandia (bandiera)   | C     | Ella Vanhanen      |
| 25 | Finlandia (bandiera)   | A     | Anna-Stina Simonen |
| 33 | Finlandia (bandiera)   | A     | Roosa Ärväs        |
| 55 | Finlandia (bandiera)   | C     | Emmaliina Tulkki   |

## Palmarès
- Campionato finlandese: 3

2021, 2022, 2023